# Debbi Wilkes
Deborah "Debbi" Wilkes, född 16 december 1946 i Toronto, är en kanadensisk före detta konståkare.
Wilkes blev olympisk silvermedaljör i konståkning vid vinterspelen 1964 i Innsbruck.